# Steve Vandenberghe
Pour les articles homonymes, voir Vandenberghe.
Steve Vandenberghe, né le 5 juin 1971 à Furnes est un homme politique belge flamand, membre du Vooruit.
Il fut instituteur (1992-2006), puis directeur d'école (2006-).

## Fonctions politiques
- échevin à Bredene (1995-2009)
- bourgmestre de Bredene (2010-)
- député au Parlement flamand:
  - du 25 juin au 21 septembre 2014 en suppléance de John Crombez, secrétaire d'état (empêché).

## Décoration
- Chevalier de l'ordre de Léopold (2024)[1]